# Alexandre Varille
Alexandre Varille (Lione, 12 marzo 1909 – Joigny, 1º novembre 1951) è stato un egittologo francese.
Nacque a Lione il 12 marzo 1909. Personaggio colto, proveniente da una famiglia facoltosa, compì contemporaneamente studi di Economia e di Lettere.
Si colloca in questi anni di studio il suo incontro con Victor Loret, suo professore di Egittologia presso l'università di Lione, in seguito al quale si appassionò alla filologia e all'archeologia egizia, e iniziò a lavorare in Egitto nel 1931. Parte della sua Biblioteca Egittologica e la totalità dei suoi archivi sono stati acquisiti dall'egittologa Patrizia Piacentini per l'Università degli Studi di Milano nel 2001. 
Tra i materiali acquisiti, c'era un album e tra le pagine di questo album sono state rinvenute 21 fotografie realizzate dal fotografo italo/austriaco Theodor Kofler che le aveva realizzate da un aereo nei primi mesi del 1914 alle Piramidi e ai templi di Karnak e di Luxor. Si tratta delle riprese aeree egizie più antiche che si conoscano e anche il fotografo, Theodor Kofler, era assolutamente sconosciuto.
Nel 1932 fu nominato membro dell'Institut Français d'Archeologie Orientale del Cairo e, nel 1944, esperto del Service des Antiquités, stabilendosi definitivamente in Egitto e rientrando in Francia solo per brevi periodi. Collaborò con l'egittologo francese René Adolphe Schwaller de Lubicz nel "Gruppo di Luxor". 
Amante della vita vissuta controcorrente e della velocità, morì in un incidente automobilistico a Joigny, presso Auxerre, il 1º novembre 1951.

## Opere
- 1946, Quelques caractéristiques du Temple Pharaonique.
- 1946, Dissertation sur une Stèle Pharaonique (lettura della stele D. 52 del Musée d'Art et d'Histoire di Ginevra, ried. Ginevra, 2004)
- 1947, A propos des Pyramides de Snéfrou.
- 1949,  Le Temple dans l'Homme.
- 1954, "La Stèle du mystique Béky", Bulletin de l'Institut Français d'Archéologie Orientale, n. LIV.